# Víctor Cáceres
Víctor Javier Cáceres Centurión (Asunción, 25 marzo 1985) è un ex calciatore paraguaiano, di ruolo centrocampista.

## Carriera

### Club
Comincia la sua carriera tra i professionisti nel 2002 nell'Atlantida Asuncion, nella stagione successiva passa al Libertad Asuncion, dove nella prima stagione però non trova molto spazio, ma vince il titolo con la squadra.
Comincia a scendere in campo con la Libertad Asuncion dalla stagione successiva, dove resta dal 2003 al 2012, colleziona 194 presenze mettendo a segno 21 gol, vincendo sei titoli.
Passa poi nel 2012 al Flamengo dove nelle stagioni 2012 e 2013 scende in campo 23 volte segnando 1 gol e vincendo anche una coppa.